# Akar-Bale jezik
Akar-Bale jezik (bale, balwa; ISO 639-3: acl), jezik andamanske porodice, velikoandamanske skupine, kojim je govorilo istoimeno pleme na otocima Havelock Island, Neill Island u Ritchie arhipelagu u Andamanima, Indija

## Vanjske poveznice
- Ethnologue (14th)
- Ethnologue (15th)